# Parafia Najświętszej Maryi Panny Matki Kościoła i Świętej Barbary w Bełchatowie
Parafia Najświętszej Maryi Panny Matki Kościoła i św. Barbary w Bełchatowie – rzymskokatolicka parafia sercańska w Bełchatowie. Swoim zasięgiem parafia obejmuje wiernych zamieszkujących Osiedle Dolnośląskie w Bełchatowie.

## Historia parafii
Parafia oraz kościół Najświętszej Maryi Panny Matki Kościoła (NMP Matki Kościoła) zostały utworzone przy nowo powstałym osiedlu dolnośląskim w Bełchatowie. Z powodu decyzji ówczesnych władz miasta, które nie wydały pozwolenia na wybudowanie kościoła w centrum powstającego osiedla, pod jego budowę wykupiono plac na jego obrzeżu od Nikodema Szustakiewicza i Ludmiły Sapeli.
15 sierpnia 1981 zostaje erygowana przez biskupa Józefa Rozwadowskiego parafia NMP Matki Kościoła,  Początkowo w parafii posługiwali księża diecezjalni, jednak na mocy umowy zawartej między biskupem Rozwadowskim a prowincjałem księży sercanów Antonim Czają od 7 września 1982 kościół i parafia zostały przekazane zakonowi. Wikariuszy diecezjalnych zastąpili przybyli do Bełchatowa pod koniec sierpnia 1982 sercanie ks. Stefan Zabdyr, ks. Jerzy Choczaj i ks. Józef Krajewski. Pełniącego obowiązki proboszcza parafii ks. Zygmunta Kiljanka zastąpił ks. Stefan Zabdyr SCJ.
W 1984 kapłani mieszkający dotąd w wynajętych mieszkaniach przenoszą się do nowo wybudowanej plebanii.
4 grudnia 1993 w uroczystość św. Barbary – abp Władysław Ziółek ogłosił specjalnym dekretem św. Barbarę drugą patronką parafii.
4 grudnia 1997 abp Władysław Ziółek dokonał poświęcenia dzwonnicy przy kościele dla trzech dzwonów. Dzwonnicę wykonał Henryk Richter.
1 września 1998 zgodnie z dekretem abp Władysława Ziółka z części parafii została wydzielona nowa parafia Zesłania Ducha Świętego, która objęła tereny osiedla Przytorze.

## Kościół parafialny
14 grudnia 1982 został wmurowany kamień węgielny pod budowę nowej świątyni. Budynek kościoła został zaprojektowany przez warszawskiego inżyniera architekta Włodzimierza Alwasika. Kościół został oddany do użytku w stanie surowym w 1987. 11 kwietnia 1998 poświęcono nowe organy firmy „Ahlborn” z Niemiec.         1 czerwca 1998 abp Władysław Ziółek dokonał konsekracji świątyni.

## Proboszczowie
Źródło: strona internetowa parafii
- ks. Zygmunt Kiljanek (1981–1982)
- ks. Stefan Zabdyr SCJ (1982–1991)
- ks. Stanisław Marek Dadej SCJ (1991–1994)
- ks. Ryszard Rydlak SCJ (1994–2004)
- ks. Władysław Ostrowski SCJ (2004–2011)
- ks. Artur Wójcikowski (2011–2013)
- ks. Mariusz Tomaka SCJ (2013–2014)
- ks. Stanisław Jaskuła SCJ (2014–2023)
- ks. Florian Gruca SCJ (od 2023)

## Grupy parafialne
Służba liturgiczna ołtarza, Żywy Różaniec, Rycerstwo Niepokalanej, chór parafialny, schola, harcerze, Stowarzyszenie Rodzin Katolickich, Kościół Domowy, Krucjata Wyzwolenia Człowieka, Duszpasterstwo chorych, Dziecięca Grupa Misyjna, młodzież pracująca, biblioteka parafialna, Wspólnota Odnowy w Duchu Świętym „Dobra Nowina”, redakcja „Czasu Serca”, Krąg Biblijny, Biuro Radia Maryja, Ruch Młodzieży Sercańskiej, Duszpasterstwo Harcerzy, Grupa Samopomocowa Mężczyzn AA „Prawda”, Grupa Samopomocowa Kobiet „Nadzieja”.